# Charles Spackman Barker
Charles Spackman Barker (Bath, 10 ottobre 1804 – Maidstone, 26 novembre 1879) è stato un organaro e inventore britannico attivo principalmente in Francia.

## Biografia
Barker nacque a Walcot, nei dintorni di Bath. Suo padre morì prematuramente e lui fu adottato dal padrino. Dopo aver lasciato la scuola fu apprendista presso un farmacista e chimico di Bath, mestiere che non apprezzava e che lasciò per dedicarsi alla costruzione degli organi. In questo periodo, incontrò l'organista della cattedrale di York, il quale si lamentava della durezza dei tasti che talvolta lo obbligava a smettere di suonare. Barker iniziò quindi a fare esperimenti con l'aria compressa: inizialmente provò dei pistoni, ma la frizione era eccessiva, e infine sviluppò un sistema di piccoli mantici che fu soddisfacente, prefigurando ciò che sarebbe diventato la leva Barker. Tentò quindi di farsi assumere dagli Hill, organari della cattedrale di York, ma senza successo; non vedendo un futuro per le sue invenzioni in Inghilterra, decise di trasferirsi a Parigi nel 1837 su invito di Aristide Cavaillé-Coll e nel 1839 brevettò la leva pneumatica. Questa invenzione fu subito adottata con successo da Cavaillé-Coll che la installò per la prima volta nel 1841 nell'organo della basilica di Saint-Denis. In questo periodo Barker conobbe anche Albert Peschard, organista dell'Abbazia degli uomini di Caen, il quale aveva iniziato a sperimentare la trasmissione elettro-pneumatica nel 1860 e all'inizio del 1861 comunicò le sue scoperte a Barker. I due collaborarono da questo momento fino a quando Barker lasciò la Francia.
Nel 1841 prese parte in qualità di capomastro alla società di organari Daublaine-Callinet e diresse i lavori di rifacimento dell'organo della chiesa di Sant'Eustachio a Parigi dei quali aveva personalmente steso il progetto. L'organo fu inaugurato il 19 giugno 1844 ma pochi mesi dopo, durante un'ispezione di controllo, Barker lasciò accidentalmente cadere una candela provocando un incendio che distrusse lo strumento. In seguito, in associazione con Pierre-Alexandre Ducroquet, che aveva acquisito la Daublaine-Callinet, progettò e costruì un nuovo organo per sostituire quello bruciato nell'incendio che fu inaugurato nel 1854. A lui dobbiamo anche l'organo maggiore della chiesa di Saint-Pierre-de-Montrouge.
Barker si presentò all'Esposizione universale del 1851 e continuò a sperimentare l'uso dell'elettricità negli organi. Henry Bryceson realizzò organi in Inghilterra sotto concessione di licenza sul suo brevetto.
In seguito all'acquisizione della Daublaine-Callinet da parte di Joseph Merklin, Barker nel 1858 si associò per qualche anno con Charles Verschneider e insieme costruirono nel 1860 l'organo della chiesa abbaziale di Saint-Maixent-l'École, oggi ancora ben conservato.
Nel 1855 ricevette la decorazione della Legion d'onore ma, nel 1870, a causa dell'espulsione degli stranieri dalla Francia in seguito alla Guerra franco-prussiana, si trasferì a Dublino dove costruì l'organo della cattedrale. Morì in miseria il 26 novembre 1879.

## Organi (elenco parziale)
Charles Barker costruì organi principalmente nel nord della Francia. Nei suoi strumenti utilizzò per la prima volta la leva Barker e la trasmissione elettrica ed elettropneumatica. Le trasmissioni elettriche talvolta hanno dovuto essere sostituite per problemi di funzionamento.
| Anno       | Luogo                 | Chiesa                             | Immagine | Tastiere | Registri | Note |
| ---------- | --------------------- | ---------------------------------- | -------- | -------- | -------- | --- |
| circa 1855 | Paulerspury           | Chiesa riformata unita             |          | I/P      | 7        | Barker & Son |
| 1855       | Bruchsal              | Chiesa di Nostra Signora           |          | I/P      | 7        | Barker & Son |
| 1860       | Saint-Maixent-l'École | Chiesa abbaziale di San Leodegario |          | II/P     | 17       | [ 9 ] |
| 1861       | Caen                  | Notre-Dame-de-la-Gloriette         |          | III/P    | 39       | conservato |
| 1862       | Avignone              | Sant'Agricola                      |          | III/P    | 29       | conservato |
| 1863       | Chalon-sur-Saône      | Cattedrale di San Vincenzo         |          | II/P     | 10       | Organo corale, con Charles Verschneider |
| 1863       | Chalon-sur-Saône      | Saint-Jean-de-Vignes               |          | I/p      | 6        | con Charles Verschneider |
| 1863       | Cherbourg             | Basilica della Santa Trinità       |          | II/P     | 14       | con Charles Verschneider |
| 1864       | Meudon                | San Martino                        |          | II/P     | 18       | con Charles Verschneider |
| 1865       | Salon-de-Provence     | San Lorenzo                        |          | II/P     | 27       | con Charles Verschneider, primo organo al mondo con trasmissione elettrica |
| 1868       | Parigi                | Sant'Agostino                      |          | III/P    | 43       | con Albert Peschard, il primo con trasmissione elettropneumatica; nel 1897/99 restauro e ampliamento a III/P, 52 con trasmissione meccanica ad opera di Cavaillé-Coll; restaurato e ridisposto successivamente |
| 1868       | Parigi                | Saint-Pierre-de-Montrouge          | centrato | III/P    | 43       | conservato |